# Apeadero de São Francisco
El Apeadero de São Francisco es una antigua plataforma ferroviaria de la Línea del Algarve, que servía a la zona de São Francisco, en la ciudad de Faro, en Portugal.

## Características y servicios
Este apeadero se encuentra, actualmente, retirado del servicio, siendo demolido.

## Historia
El tramo entre Faro y Olhão, donde se situaba este apeadero, fue abierto a la explotación el 1 de mayo de 1904.
En 1905, fue pedida la concesión para la construcción de una conexión ferroviaria en la ruta, uniendo este apeadero a la Estación de Loulé - Praia de Quarteira, pasando por las localidades de Conceição, Estói, São Brás de Alportel y São Romão.
En mayo de 1933, estuvieron en estudio, por la Comisión Administrativa del Fondo Especial de Ferrocarriles, dos concursos, correspondientes a la ampliación de la plataforma, y a la construcción de un resguardo de pasajeros en este apeadero. En junio, el ministro de las Obras Públicas aprobó la adjudicación de estas obras a Eduardo Martins Seromenho, por 29.500$00.